# جنیفر اوستر
جنیفر اوستر (انگلیسی: Jennifer Oster؛ زادهٔ ۲ مارس ۱۹۸۶) بازیکن فوتبال اهل آلمان است.
از باشگاه‌هایی که در آن بازی کرده‌است می‌توان به باشگاه فوتبال اف‌سی‌آر ۲۰۰۱ دویسبورگ اشاره کرد.
وی همچنین در تیم‌های ملی فوتبال Germany women's national under-20 football team و Germany women's national under-21 football team بازی کرده‌است.